# 貝尼邁拉勒-海尼夫拉大區
貝尼邁拉勒-海尼夫拉大區（阿拉伯语：‎）是摩洛哥的一個大區，位於該國北部，首府設於貝尼邁拉勒，始建於2015年9月，面積28,374平方公里，2014年人口2,520,776，人口密度每平方公里89人。